# Journée européenne des langues
Pour les articles homonymes, voir JEL.
La Journée européenne des langues a été créée à l’initiative du Conseil de l'Europe lors de l'Année européenne des langues en 2001 en partenariat avec la Commission européenne.
Elle est célébrée chaque année le 26 septembre. 

## Objectifs
La journée européenne des langues vise à :
- célébrer la diversité linguistique et culturelle,
- promouvoir la riche diversité culturelle et linguistique de l'Europe, qui doit être maintenue et cultivée
- favoriser le plurilinguisme et la communication interculturelle,
- permettre l'apprentissage des langues tout au long de la vie.

Elle est soutenue notamment par l’association mondiale d’espéranto : la langue internationale espéranto est un outil de communication neutre dont l’un des objectifs est la défense et la sauvegarde des langues nationales. 

## Outils
Le Centre européen des langues vivantes (CELV) propose de nombreuses activités via son site Internet, notamment autoévaluer son niveau en langues et en apprendre une ou plusieurs. Il est disponible en 37 langues.